# Vitalie Damașcan
Vitalie Damașcan (Soroca, Moldavia, 24 de enero de 1999) es un futbolista moldavo. Juega como delantero y su equipo es el Maccabi Petah-Tikvah F. C. de la Liga Premier de Israel.

## Clubes
| Club                                | País         | Año       |
| ----------------------------------- | ------------ | --------- |
| F. C. Zimbru Chișinău               | Moldavia     | 2016-2017 |
| F. C. Sheriff Tiraspol              | Moldavia     | 2017-2018 |
| Torino F. C.                        | Italia       | 2018-2021 |
| F. C. Sheriff Tiraspol (cedido)     | Moldavia     | 2018      |
| Fortuna Sittard (cedido)            | Países Bajos | 2019-2020 |
| RKC Waalwijk (cedido)               | Países Bajos | 2020-2021 |
| Sepsi Sfântu Gheorghe               | Rumania      | 2021-2024 |
| F. C. Voluntari (cedido)            | Rumania      | 2022-2023 |
| F. C. Stade-Lausanne-Ouchy (cedido) | Suiza        | 2024      |
| Maccabi Petah-Tikvah F. C.          | Israel       | 2024-     |

## Palmarés

### Campeonatos nacionales
| Título               | Club                   | País     | Año  |
| -------------------- | ---------------------- | -------- | ---- |
| Divizia Națională    | F. C. Sheriff Tiraspol | Moldavia | 2017 |
| Copa de Rumania      | Sepsi Sfântu Gheorghe  | Rumania  | 2022 |
| Supercopa de Rumania | Sepsi Sfântu Gheorghe  | Rumania  | 2022 |
| Supercopa de Rumania | Sepsi Sfântu Gheorghe  | Rumania  | 2023 |

### Distinciones individuales
| Distinción                              | Año  |
| --------------------------------------- | ---- |
| Máximo goleador de la Divizia Națională | 2017 |